# 뤽상부르궁
뤽상부르궁(프랑스어: Palais du Luxembourg)은 프랑스 파리 6구에 위치한 궁전이다. 1615년부터 1645년까지 건축가 살로몬 드 보로세의 설계안을 따라 섭정이자 루이 13세의 어머니인 마리아 데 메디치를 위하여 지었다. 프랑스 혁명 이후에는 의회 건물로 개축되어 사용되었고, 1835년부터 1856년까지 또다시 대대적인 재건 작업을 거쳐 현재의 모습으로 이르게 되었다. 1958년부터는 프랑스 제5공화국의 상원 의사당으로 사용되었으며, 주위는 뤽상부르 공원으로 일반인들에게도 공개되고 있다.
뤽상부르궁 바로 서편에는 상원의장의 공식 집무실인 '프티 뤽상부르 (Petit Luxembourg)'가 있고, 거기에서 조금 더 서쪽에 한때 온실(오랑주리)로 사용되었던 뤽상부르 박물관이 있다. 궁전 남쪽에 있는 뤽상부르 공원은 25 헥타르에 달하는 상당한 크기이며, 대리석 조각상들과 분수들이 세워져 있어 휴일에는 아이들이 배 모형을 띄워 놀고는 한다.

## 역사

### 궁전
1610년에 앙리 4세가 죽자, 그의 아내였던 마리아 데 메디치는 아직 나이가 성년이 되지 않은 루이 13세를 대신하여 섭정을 하였다. 그녀는 새롭게 쥔 막대한 권력을 가지고 기존의 궁전(현재 이 건물은 '프티 뤽상부르' 건물로 불리며, 상원의장의 집무실로 사용된다) 대신에 그녀를 위한 새로운 궁전을 짓기로 결심하였다.
마리아 데 메디치는 본 고향인 피렌체의 피티 궁과 비슷하게 생긴 궁전을 짓고 싶어하였는데, 이때문에 그녀는 건축가들을 피렌체로 보내 피티 궁을 직접 보고 설계안을 그려오라고 명령하였다. 마리아 데 메디치는 1612년에 현 뤽상부르 궁에 세워져 있던 오래된 호텔 건물과 부지를 매입하였고, 완전히 새로운 궁을 지으라고 명령하며 이 궁의 이름을 '메디치 궁전'으로 불렀다. 1615년부터 본격적인 공사가 시작되었고, 궁전 내부는 호화로운 장식들로 가득 채워졌으나 워낙 프랑스가 이후 격랑의 역사를 겪으며 주인들이 자주 바뀌었기에 현재는 이 장식물들을 거의 찾아보기 힘들다. 다만 천장 일부분에 그녀 시대의 유화 장식 일부가 남아있을 뿐이다.
마리아 데 메디치는 1625년에 미완성된 궁으로 입주하였고, 내부 공사는 계속되었다. 서쪽 날개 부분은 왕비의 방으로 지정되었으며, 동쪽 날개 부분은 그녀의 아들인 루이 13세의 침실로 지정되었다. 마리아 데 메디치는 당대 최고 거장이었던 루벤스를 시켜 24점의 거대한 그림들을 그려 서쪽궁전의 갤러리를 장식하게 하였다. 이 그림들은 1622년부터 1624년까지 그려졌으며, 그림들의 주제는 대부분 마리아 데 메디치가 어떻게 삶을 살아가며 역경을 만나고 이를 극복하는가 따위의 주제였다. 이 그림들은 현재 루브르 박물관에서 관람할 수 있다. 동쪽 궁전의 갤러리에는 본래 앙리 4세의 모습들로 장식되고 추가적인 건물들이 들어설 예정이었으나, 1631년에 성년이 된 루이 13세가 마리아 데 메디치를 궁정에서 쫓아내면서 무위로 돌아갔다. 이후 루이 13세는 니콜라 푸생과 필리프 드 샹파뉴를 시켜 궁전을 마저 장식하게 하였다.
1642년에 마리아 데 메디치는 뤽상부르궁을 그녀가 제일 좋아했던 둘째 아들인 가스통 도를레앙 공작에게 물려주었고, 도를레앙 공작은 이 궁을 '도를레앙 궁'으로 개칭하였으나 민간에서는 여전히 뤽상부르궁이 더 유명하였다. 도를레앙 공작이 사망하자 뤽상부르궁은 그의 아내에게, 그 다음에는 도를레앙 공작의 장녀였던 안마리루이즈 도를레앙 드 몽팡시에 여공작에게 넘어갔으며, 여공작은 그녀의 사촌이었던 루이 14세에게 뤽상부르궁을 선물하며 마침내 뤽상부르궁은 다시 왕가의 품으로 돌아오게 된다.
1715년에 뤽상부르궁은 베리의 여공작인 마리 루이즈 엘리자베트 도를레앙의 침소로 사용되기 시작하였다. 도를레앙 여공작은 이미 남편과 오래전 사별한 몸이었으며, 프랑스의 메살리나라고 불릴 정도로 쾌락을 추구하는 것으로 악명이 높았다. 그녀는 뤽상부르궁과 정원에 가지각색의 무대를 만들어 배우들을 고용, 자신의 뜻대로 행동하게 하였으며, 그녀만의 궁정을 따로 차려 마치 여왕처럼 군림하였다. 가끔씩은 그녀가 직접 무대 위에 올라가는 경우도 있었는데, 이 때 그녀는 보통 그리스 신화에 나오는 미의 여신 비너스나 달의 여신 다이아나 따위의 역할을 하며 자신의 만족을 채웠다. 당대 돌아다니던 풍문에는 그녀가 워낙 남자를 즐겼기에 몇 번씩이나 임신을 반복했다고 하며, 이를 숨기기 위하여 일부러 풍성한 드레스를 입고 다닌다고 수군거렸다. 또한 그녀는 술과 음료들에도 엄청난 집착을 보여 귀족 사교계에서는 그녀를 기피하는 분위기였다고 한다. 1717년 5월 21일에는 러시아 제국에서 온 표트르 대제를 영접하기도 했는데, 이자리에서 그녀는 점점 불러오는 배를 가리기 위하여 엄청난 크기의 가운을 입고 참석한 것으로도 유명했다. 1718년 2월 18일에 도를레앙 여공작은 그녀의 고모인 로레인 여공작을 맞이했는데, 이때 궁과 정원 전체를 화려하게 장식하여 사치를 과시하였다. 여공작은 당시 기준으로 노출이 심한 드레스를 입고 사교장에 나왔으며, 그녀의 젊음을 이용하여 마치 자신이 진짜 미의 여신인 것 마냥 행동했다고 전한다. 하지만 그녀의 사치 행각도 오래가지는 못했는데, 1719년에 그녀가 뤽상부르궁의 한 작은 방에서 아마도 그녀 휘하의 백작의 자식으로 추정되는 딸아이를 출산한 것이다. 이는 엄청난 파문을 불러일으켰고, 교회는 그녀의 죄를 용서하지 않았고, 노동형을 가하여 그녀에게 엄청난 모욕을 주었다. 이 소식은 빠르게 사교계와 소문을 타고 파리 시내 전체로 퍼졌고, 결국 도를레앙 여공작은 뤽상부르궁을 버리고 파리 시를 떠났다. 그녀는 1719년 7월에 한 작은 성에서 죽은 채로 발견되었는데, 당시 사람들의 말에 의하면 그때도 임신한 채로 죽었다고 한다.
1750년에 뤽상부르궁은 루브르 산하의 박물관이 되었고, 1779년까지는 일주일에 2일씩 문을 열었다. 이후 1778년에는 국왕 루이 16세가 그의 형제였던, 그리고 나중에 왕위에 오르는 루이 18세에게 궁을 선물하였다. 프랑스 혁명기 동안 뤽상부르궁은 잠시동안 왕실 인사들을 위한 감옥으로 쓰였고, 이후에는 프랑스 총재 정부의 집무실로, 1799년에는 드디어 상원 의사당으로, 나중에는 프랑스 공화국의 첫 통령인 나폴레옹 보나파르트의 집무실로 사용되었다.

### 의사당
1799년부터 1805년까지, 파리 개선문을 디자인한 것으로 유명한 장 샬그랭이 직접 나서 궁전으로 쓰이던 뤽상부르궁을 의사당으로 바꾸었다. 그는 궁전 중앙의 거대한 계단을 없애버렸고, 마리아 데 메디치가 처음 만든 성당 건물과 연결된 벽을 뚫어버린 후에 이로 생겨난 거대한 공간에 광대한 상원의사당 의회실을 만들었다. 샬그랭은 테라스들도 없애고 대신 의회 도서관을 만들었으며, 서쪽 날개 건물에 신고전주의 양식으로, 이오니아 양식의 열주들을 세운뒤 석조 판넬들로 아치형 천장을 씌워 거대한 복도를 만들었다. 이로 인하여 한때 루벤스의 작품들이 걸려있던 긴 갤러리가 사라지게 되었다.
1835년부터는 알퐁소 데 기조레가 정원에 17세기 양식을 완벽하게 묘사하여 옛 건물과 거의 차이점을 구별하기 힘든 또다른 날개 건물을 하나 더 추가했다. 이로 인하여 의사당 전체가 훨씬 더 큰 규모로 설치되었다고 한다. 새로운 날개 건물에는 유진 델라크룩스가 그린 유화들로 장식되어 있었으며, 새로운 도서관이 더 생겼다. 1850년대에는 국력을 과시하기 위한 나폴레옹 3세의 주문으로 의회장을 극히 화려하게 꾸몄다. 나치 독일이 2차 세계대전 동안 파리를 점령했을 동안, 헤르만 괴링이 이 궁전을 프랑스 주둔 루프트바페의 본부로 사용하였으며 직접 이 궁전에 있는 방들을 자신의 침소로 사용하였다. 그의 부관들도 이 궁전에 각자 방을 하나씩 얻었으며, 전쟁 대부분의 기간 동안 이 궁전의 호화로움을 마음껏 즐겼다. 한편 나치 군대가 점차 전쟁에서 밀리고 연합국 군대가 파리 시가지까지 밀고들어오기 시작하자, 이 궁전은 나치 독일의 '요새'로 변모했고 독일군은 이 곳에서 결사항전을 다짐했다. 허나 이들을 이끌던 독일군 지휘관은 패배를 인정하고 항복하기로 결정했고, 이 결정으로 인해 뤽상부르 궁전은 거의 전쟁의 피해를 입지 않을 수 있었다. 1946년에는 뤽상부르 궁전에서 파리 평화회의가 열렸다.

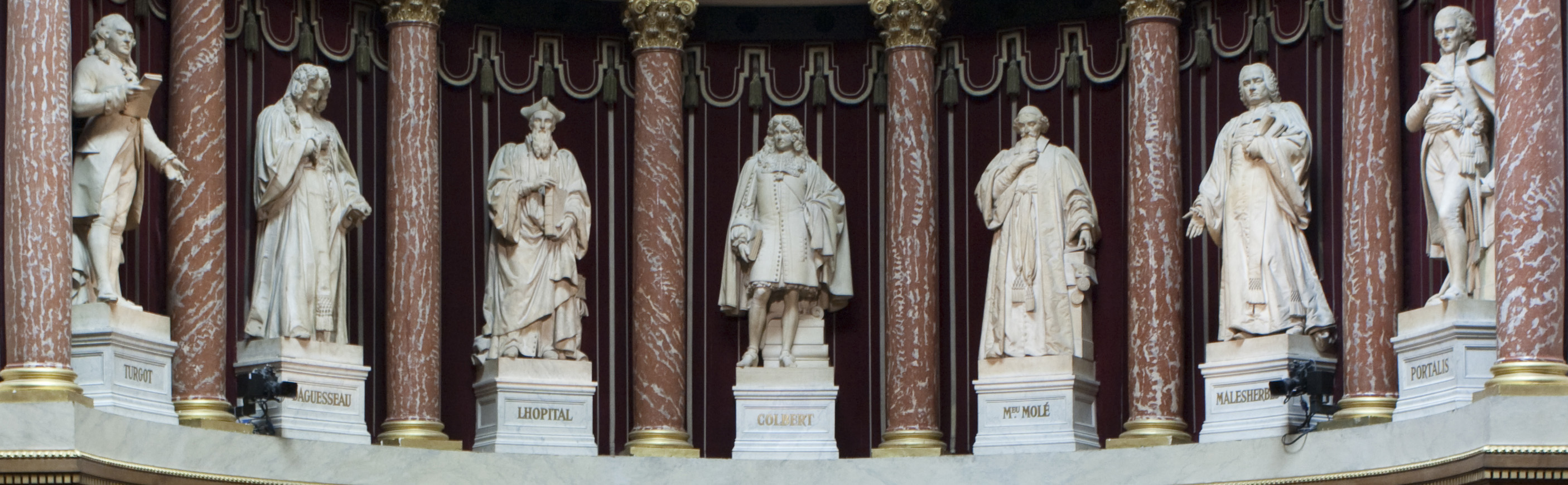
상원의사당 벽면에 세워진 7개의 조각상들

## 갤러리

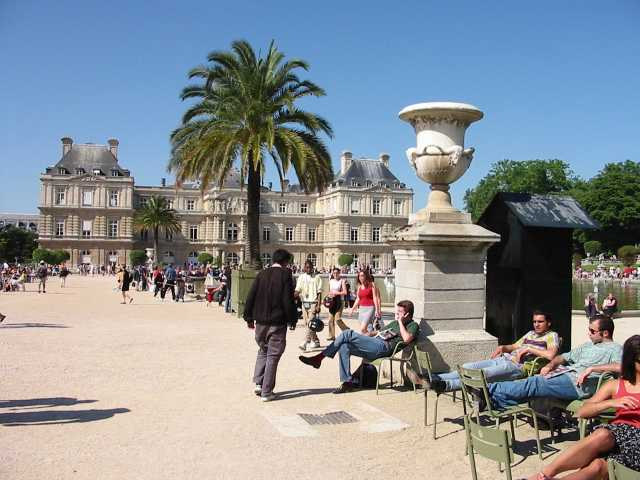
정원
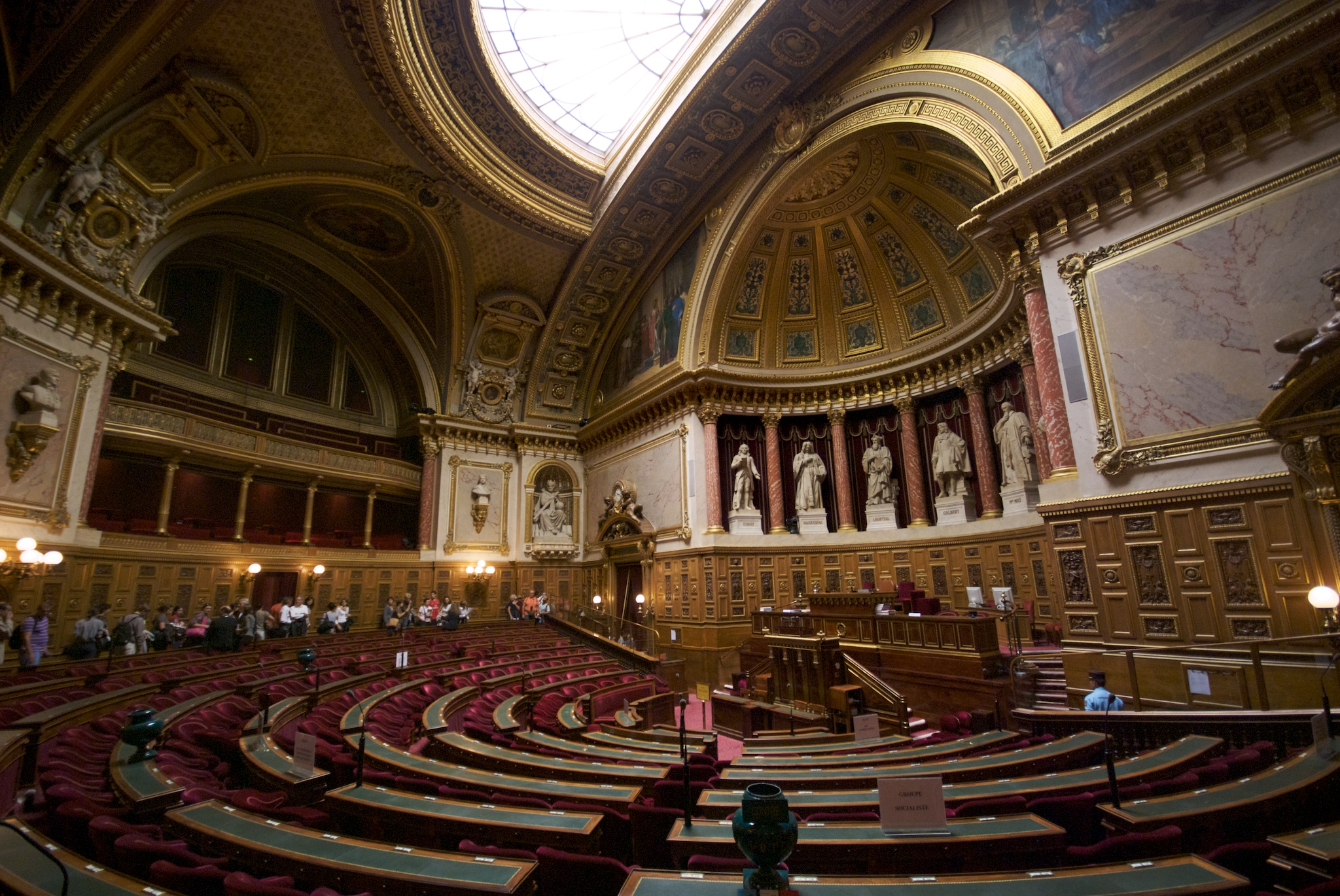
상원의사당
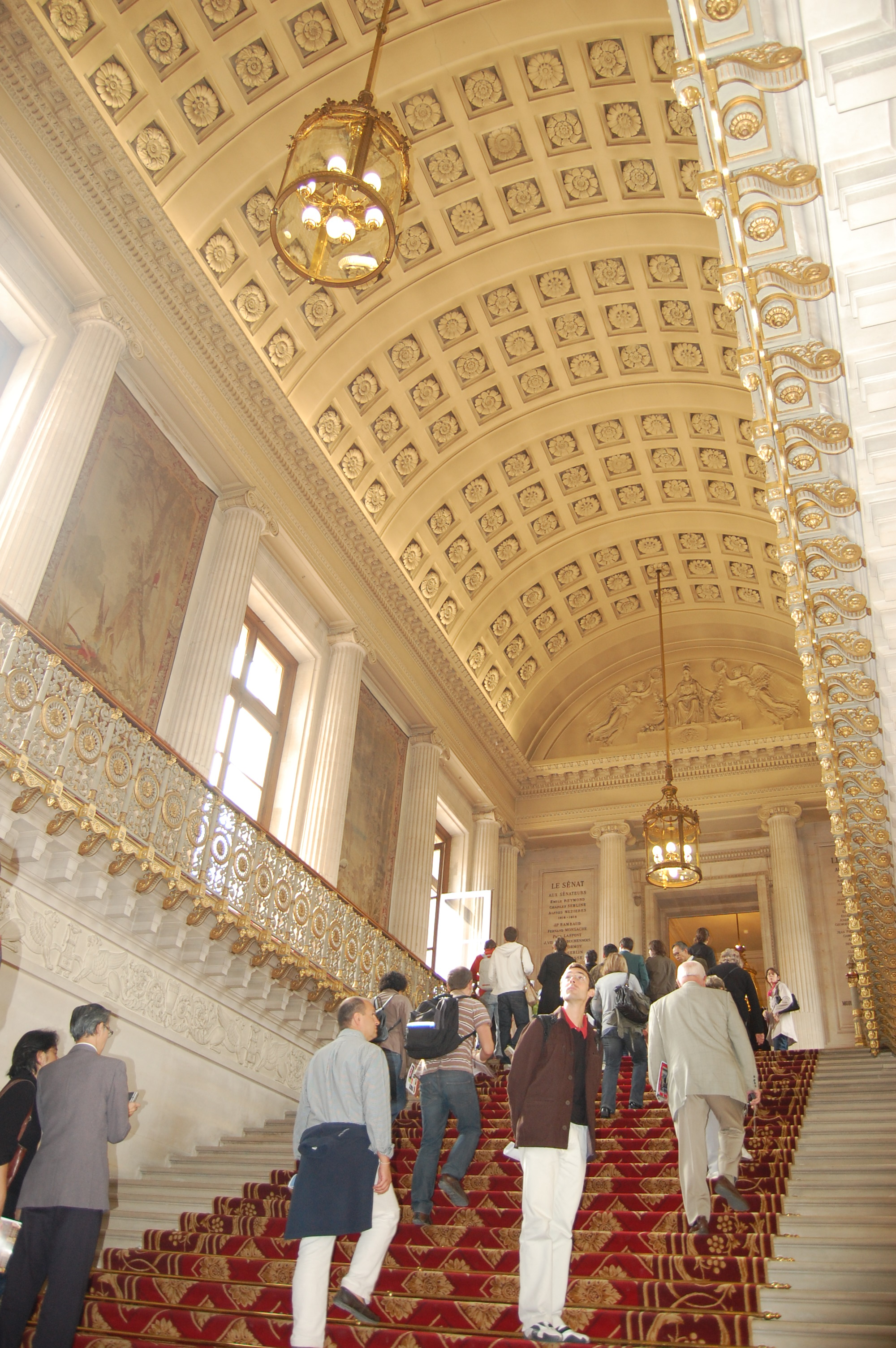
주 계단